# Beechcraft Model 18

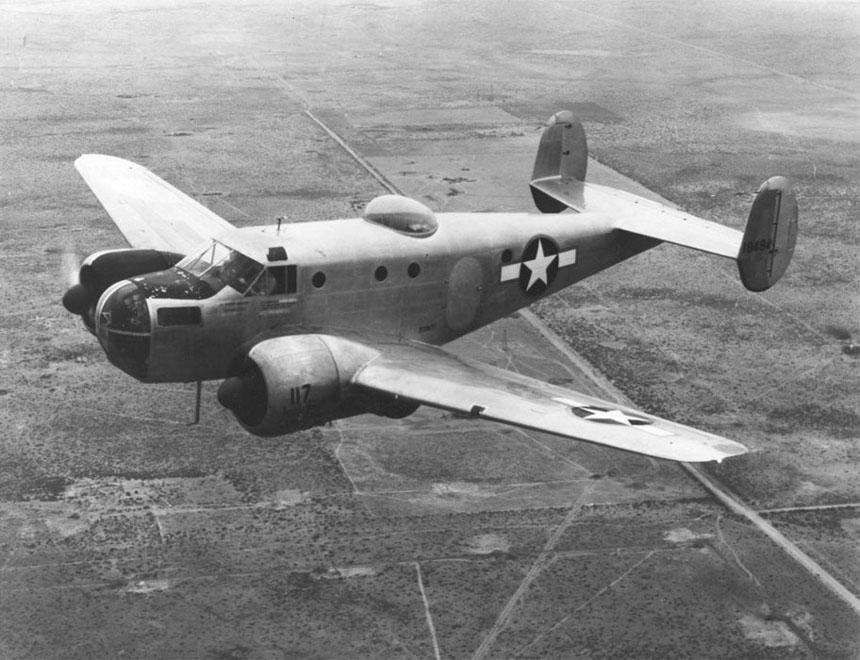
Beechcraft AT-11

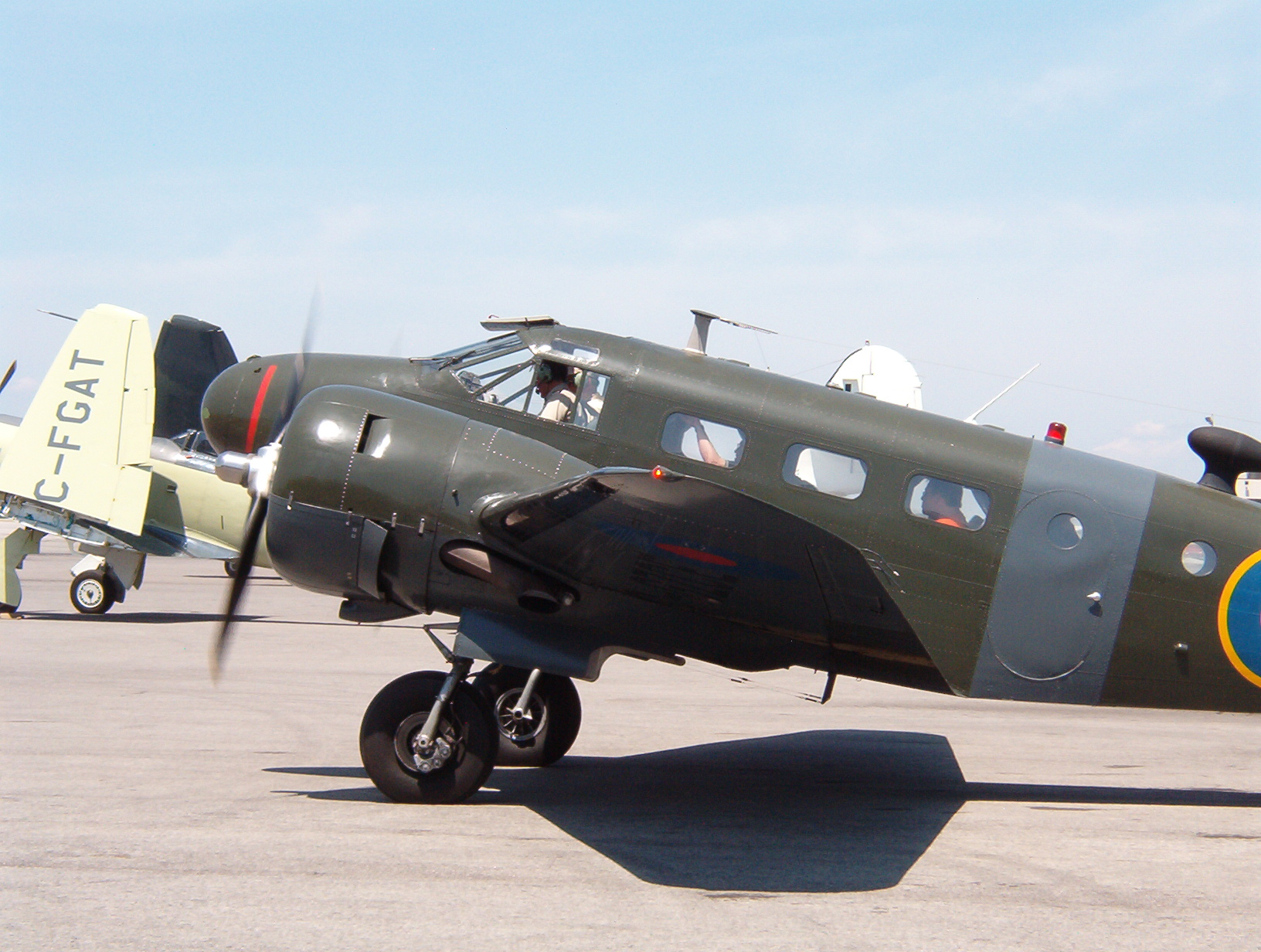
Beechcraft model D18S

O Beechcraft Model 18 é um avião norte-americano bimotor monoplano de asa baixa, de construção metálica semi-monocoque, para seis a onze passageiros e dois pilotos. O projeto da aeronave era bem convencional, exceto pela deriva dupla. Foi fabricado por mais de trinta anos, entre 1937 e 1970, atingindo mais de 9 000 unidades. Por outro lado, a motorização sofreu várias modificações com o tempo, sempre buscando o aumento da carga útil e uma maior velocidade.

## Histórico
Inicialmente, foi utilizado por companhias de transporte do Canadá. Seguiram-se diferentes versões militares durante a Segunda Guerra Mundial. As principais foram a C-45 (ligação e transporte), a AT-7 (treinamento de navegação), a AT-11 (bombardeiro de treinamento) e a F2 (fotografia e reconhecimento). Após a guerra, surgiu a primeira versão comercial do denominada Model D18S. Esta versão estava equipada para transportar oito passageiros, possuía um alcance maior e aumento da carga útil.

## No Brasil
Com o objetivo de realizar serviços de cartografia, a Marinha do Brasil necessitava de uma aeronave de aerofotogrametria. Para isso, adquiriu uma aeronave Beechcraft D18S, mas, como a Marinha estava legalmente impedida de operar aeronaves, esta recebeu numeração da Força Aérea Brasileira, e era operada por esta, apesar de pertencer a Marinha.
Em 4 de novembro de 1952, a aeronave se acidentou causando quatro mortes. Com a perda do único Beechcraft D18S, a FAB passou a atender a Diretoria de Hidrografia e Navegação da Marinha com aeronaves B-17. 

## Especificações Model D18S
- Fabricante: Beech Aircraft Corp. -  Estados Unidos
- Comprimento: 14,52 m
- Envergadura: 10,43 m
- Altura: 2,79 m
- Pesos máximo de decolagem: 3,968,93 kg
- Propulsão: dois motores radiais Pratt & Whitney R-985-25 "Wasp junior" de 450 HP
- Velocidade máxima: 331,5 km/h
- Tripulação: dois pilotos e 8 passageiros